# Тип 56 (автомат)
Тип 56 е китайски автомат, копие на АК-47, произвеждан от компанията Норинко. Серийното му производство започва през 1956, първоначално в Държавен завод 66, а след 1973 — във фабриките на Норинко. Отличава се от оригинала с по-ниско тегло (около 500 грама по-лек), по-висока начална скорост и по-голяма скорострелност. Направени са подобрения и в прицела. Тип 56 е един от най-разпространените варианти, и е бил използван от различни армии и групировки в Южна Америка, Близкия изток, Азия, Африка и Европа, предимно от съюзниците на Китай. Произведени са около 15 млн. бройки. Към днешна дата се използва от редица държави, вкл. Пакистан, Ирак, Финландия, Косово, Малта, Никарагуа и Бирма.